# Xiaojin, Jiulong
Xiaojin (kinesiska: 小金彝族乡, 小金彝族) är en socken i Kina. Den ligger i provinsen Sichuan, i den sydvästra delen av landet, omkring 300 kilometer sydväst om provinshuvudstaden Chengdu. Antalet invånare är 2 324. Befolkningen består av 1 104 kvinnor och 1 220 män. Barn under 15 år utgör 33 %, vuxna 15-64 år 60 %, och äldre över 65 år 5,0 %.
Genomsnittlig årsnederbörd är 1 292 millimeter. Den regnigaste månaden är juni, med i genomsnitt 298 mm nederbörd, och den torraste är januari, med 3 mm nederbörd.